# Obe
Obe (llamada oficialmente San Xoán de Ove) es una parroquia y una aldea española del municipio de Ribadeo, en la provincia de Lugo, Galicia.

## Otras denominaciones
La parroquia también es conocida por los nombres de Ove y San Xoán de Obe.

## Organización territorial
La parroquia está formada por treinta y seis entidades de población, constando veintiocho de ellas en el nomenclátor del Instituto Nacional de Estadística español:

### Entidades de población
Entidades de población que forman parte de la parroquia:
- Aceñas (As Aceñas)
- Capela (A Capela)
- Casas Novas (As Casas Novas) (As Casasnovas)
- O Chao de Ove* (Ove)
- Covo (O Covo)
- Eirexa (A Eirexa)
- Escaleira (A Escaleira)
- Estación Feve (A Estación)
- Faxarda (A Faxarda)
- Frieira Nova (Frieira a Nova)
- Frieira Vella (Frieira a Vella)
- Garitos (Os Garitos)
- Graña (A Graña)
- Grañol
- Guildeiros (Os Guildeiros)
- Llano (O Chao de Ove)*
- Los Malatos (Os Malatos)
- Obe (Ove)
- Palmeira (A Palmeira)
- Pastoriza
- Pega (A Pega)
- Reme
- Río de Obe (O Río de Ove)
- San Lázaro
- Santa Cruz
- Xeixadelo (Seixadelo)
- Travesas de Obe (As Travesas de Ove)
- Valín (O Valín)
- Veiga Daira (A Veigadaira)
- Vilar
- Vilavella (Vilavella)
- Xardín (O Xardín)

### Despoblados
Despoblados que forman parte de la parroquia:
- Acevedo
- A Fonte
- Río de Ramos (O Río de Ramos)
- Río Pequeno (O Río Pequeno)

## Demografía

### Parroquia
| Gráfica de evolución demográfica de Obe (parroquia) entre 2000 y 2020 |
|                                                                       |
| Datos según el nomenclátor publicado por el INE.                      |

### Aldea
| Gráfica de evolución demográfica de Obe (aldea) entre 2000 y 2020 |
|                                                                   |
| Datos según el nomenclátor publicado por el INE.                  |